# Царёвка (Воронежская область)
Царёвка — село в Павловском районе Воронежской области России.
Входит в состав Гаврильского сельского поселения.

## География
Село находится в юго-восточной части района, на левом берегу реки Гаврило, на расстоянии 19 км к юго-востоку от города Павловск, административного центра района.

### Часовой пояс
Село Царёвка, как и вся Воронежская область, находится в часовой зоне МСК (московское время). Смещение применяемого времени относительно UTC составляет +3:00.

## История
Село основано в конце XVIII века как один из трёх хуторов под названием Гавриловский.

## Население
| 2007 | 2009 | 2010 | 2011 | 2014 |
| ---- | ---- | ---- | ---- | ---- |
| 65   | ↗75  | ↗91  | ↘76  | ↘73  |

## Улицы
В селе имеются две улицы: Дачная и Первомайская.